# Xestia mysarops
Xestia mysarops là một loài bướm đêm trong họ Noctuidae.